# Сергей Багапш
Сергей Багапш (на руски: Сергей Васильевич Бага̀пш; на грузински: სერგეი ბაღაფში; на абхазки: Сергеи Багаҧшь) е абхазки агроном и политик.
От 2005 г. е вторият президент на самообявилата се република Абхазия, печелейки признатите единствено от Русия избори с убедително мнозинство от 91,54 % с 69 326 гласа. В периода от април 1997 до юни 1999 г. е ръководител на сепаратисткото правителство на Абхазия.
Преди това е член на Комунистическата партия на Съветския съюз и първи секретар на комсомола в Абхазия.